# Seibu série 30000
La série 30000 (30000系, 30000-kei) de Seibu est un type de rame automotrice exploitée depuis 2008 par la compagnie Seibu au Japon.

## Description
La série 30000 est basée sur le modèle A-train du constructeur Hitachi. Les rames sont composées de 2, 8 et 10 voitures.
L'espace voyageurs se compose de banquettes longitudinales. Des sièges prioritaires sont installés aux extrémités de chaque voitures.
Le design de la cabine évoque un visage souriant, d'où le surnom de Smile Train donné au modèle.

## Histoire
La première rame est entrée en service le 26 avril 2008.

## Services
Les rames circulent sur les lignes du réseau Seibu, principalement les lignes Ikebukuro et Shinjuku.

## Galerie photos

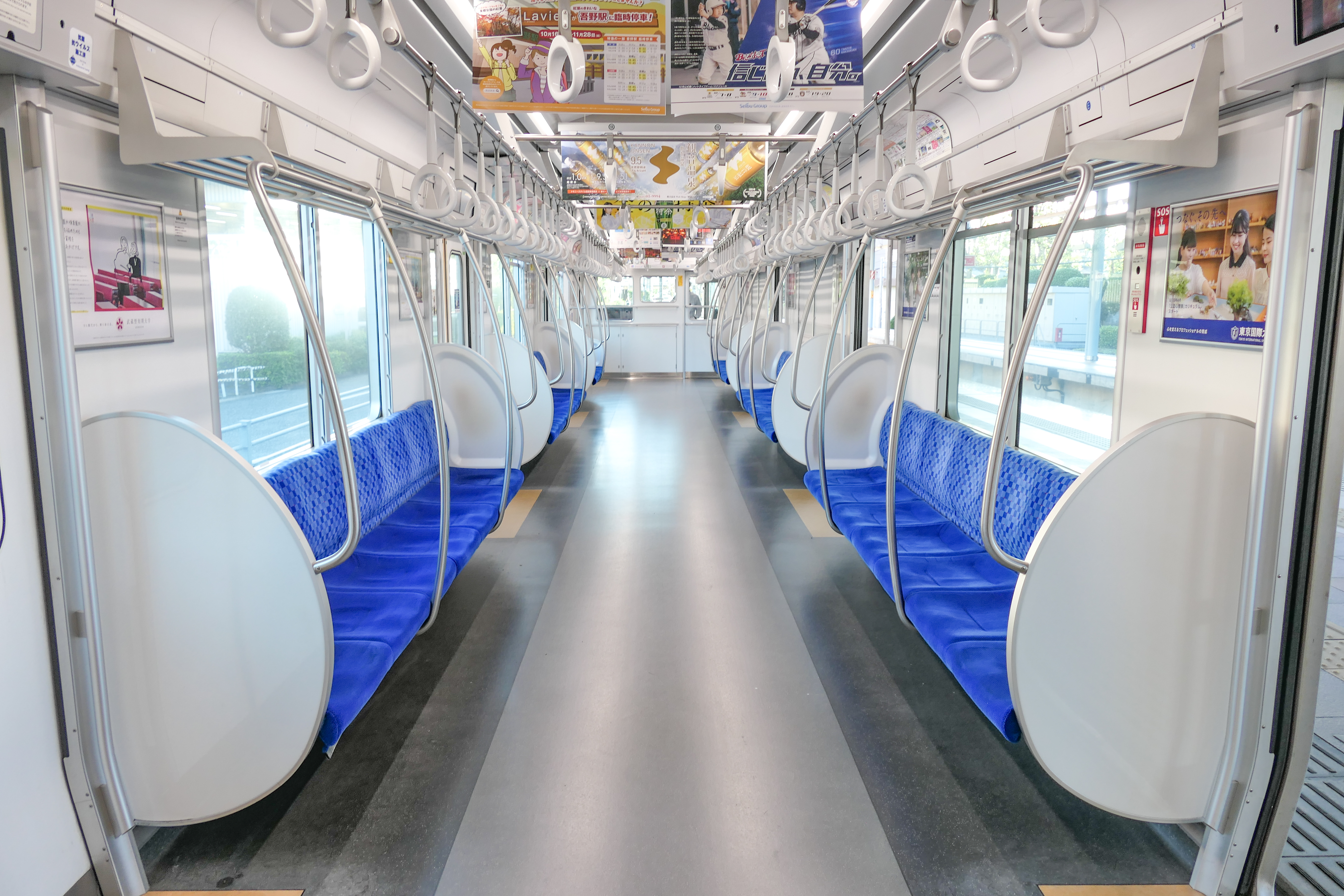
Intérieur d'une rame.
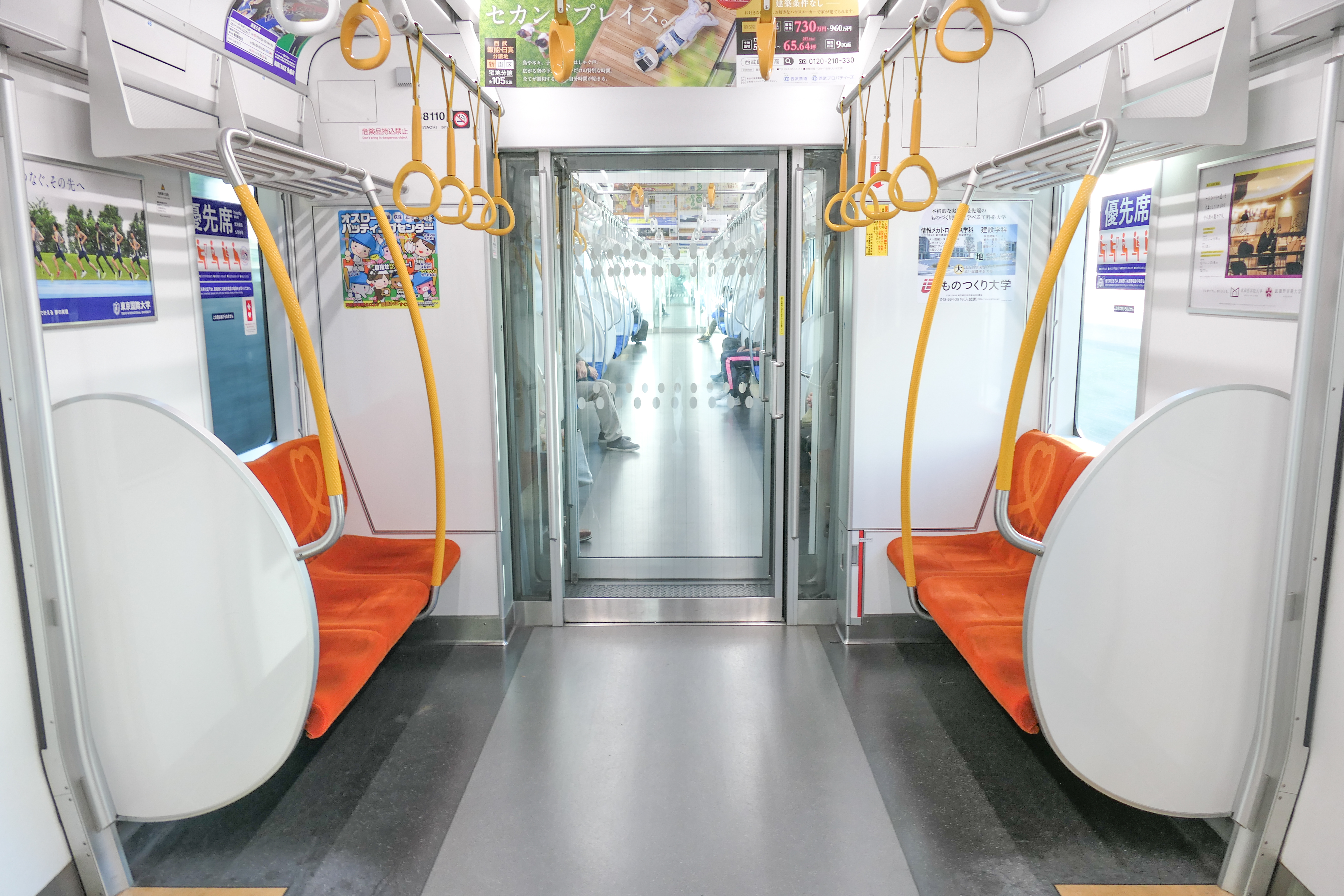
Sièges prioritaires.
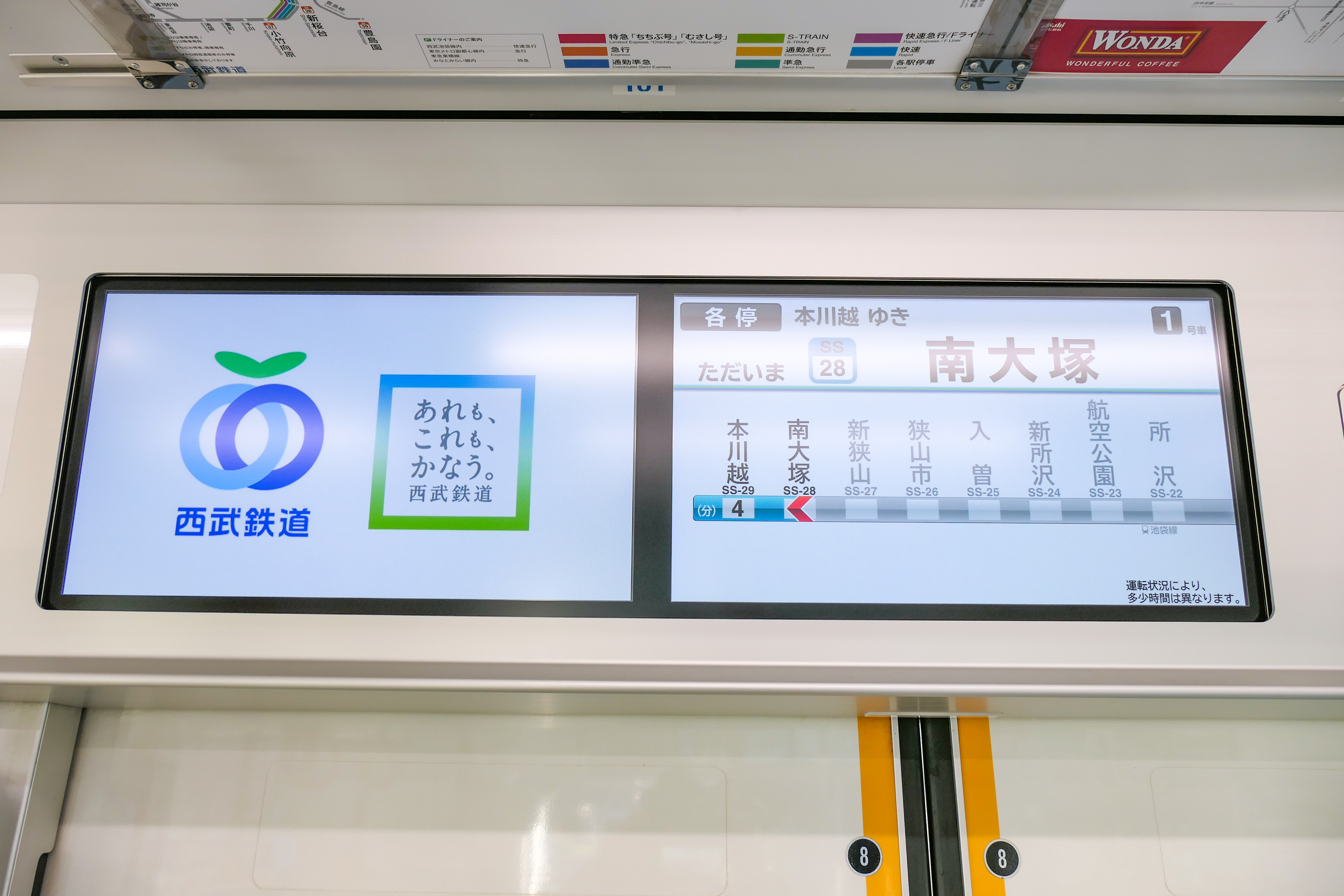
Ecrans d'information voyageurs.